# ولاية فزان
ولاية فزان هي إحدى الولايات الثلاث ضمن المملكة الليبية المتحدة التي استقلت في ديسمبر 1951 بقرار من الأمم المتحدة وكانت عاصمتها الإدارية وكبرى مدنها مدينة سبها واستمرت بين عام 1951 وعام 1963 بعد تعديل الدستور وقيام دولة وحدوية في ليبيا.
ضمت ولاية فزان جغرافيا مساحة مايعرف باسم إقليم فزان سابقا الذي يشمل مدينة سبها والأجزاء الجنوبية الغربية من ليبيا ومنها البلديات الحالية: وادي الشاطئ، وادي الحياة، الجفرة، مرزق، غات، حيث كان يجاورها شمالاً ولاية طرابلس وشرقاُ ولاية برقة ومن الجنوب الحدود الدولية مع النيجر وتشاد ومن الغرب الحدود الدولية مع الجزائر.
تناوب على حكم ولاية فزان خلال فترة النظام الاتحادي (1951-1963) في المملكة الليبية عدة ولاة، هم:
1. أحمد سيف النصر 1951-1954.
2. عمر سيف النصر 1954-1962.
3. غيث عبد المجيد سيف النصر 1962-1963.